# Lex Plautia Papiria
La Lex Plautia Papiria fue una ley romana, promulgada en 89 a. C., por los dos tribunos de la plebe Marco Plautio Silvano y Cayo Papirio Carbón. 

## Objetivos y consecuencias
Esta ley pretendía poner término a la guerra Social que opuso a Roma con sus aliados itálicos, los  socii, que reclamaban el derecho de ciudadanía romana. Generalizó las concesiones anteriores formuladas en el  año 90 a. C., con la Ley Julia, y concedió el derecho de ciudadanía a todos los itálicos al sur del Po, sin excepción, con las únicas condiciones de tener el domicilio legal en  Italia y de ir a hacerse inscribir en Roma por el pretor en el plazo máximo de sesenta días.
Esta ley dio satisfacción a la mayoría de los pueblos itálicos insurgentes, beneficiando a los que no habían tomado parte a la revuelta, como los etruscos o los umbros. Su aplicación práctica, sin embargo, exigió debates para decidir en qué tribus romanas estarían inscritos los nuevos ciudadanos. Los optimates quisieron inscribirlos únicamente en las cuatro tribus urbanas, lo que neutralizaba la influencia de los itálicos, pero los populares obtuvieron que las inscripciones fueran repartidas sobre el conjunto de las treinta y cinco tribus.